# Tom Kelley (Fotograf)

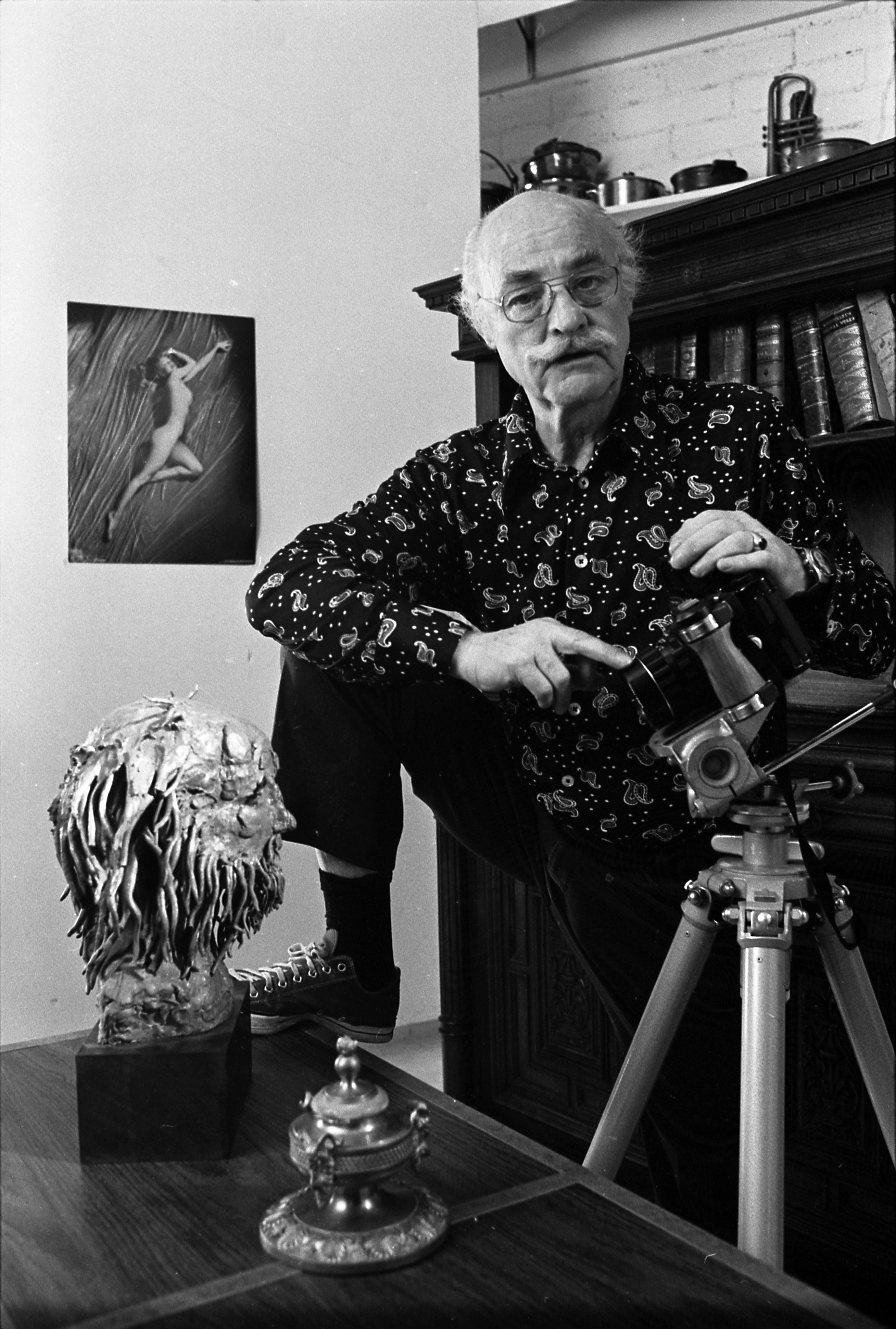
Tom Kelley (1973)

Tom Kelley (* 12. Dezember 1914 in Philadelphia, Pennsylvania; † 8. Januar 1984 in Los Angeles, Kalifornien) war ein US-amerikanischer Fotograf, der in den 1940er und 1950er Jahren berühmte Persönlichkeiten Hollywoods fotografierte.
Kelley wurde vor allem durch seine Aktfotos von Marilyn Monroe aus dem Jahr 1949 bekannt, die später legendär wurden. Eines der Fotos aus dieser Serie wurde weltweit als Kalenderfoto veröffentlicht und zierte 1953 die erste Ausgabe des Playboy-Magazins.